# Barbara McNair
Barbara McNair (Chicago, Illinois, 4 maart 1934 - Los Angeles, Californië, 4 februari 2007) was een Amerikaans zangeres en actrice die bekend is geworden door haar optreden in het programma Talent Scouts van Arthur Godfrey wat leidde tot boekingen in The Purple Onion en in The Cocoanut Grove.

## Discografie (selectie)

### LP
- Here I am (Motown)
- I enjoy being a girl (WB 1541)
- The living end (WB 1570)

### Single
- He's a king / Murray, what's your hurry (Signature 12024)
- Love talk / Kansas City (Signature 12049)
- Bobby / Till there was you (Coral 61923)

McNair speelde in televisieseries zoals Dr. Kildare, I Spy, Mission: Impossible, Hogan's Heroes en in McMillan & Wife.